# ایوان مدک
ایوان مِدِک (چکی: Ivan Medek; ۱۳ ژوئیهٔ ۱۹۲۵ – ۶ ژانویهٔ ۲۰۱۰) منتقد موسیقی کلاسیک، شخصیت رادیویی و روزنامه‌نگار اهل کشور جمهوری چک بود. مدک یکی از صداهای مهم جنبش اپوزیسیون ضد کمونیستی چک بود، به ویژه پس از تبعید از چکسلواکی در سال ۱۹۷۸. مدک با سیاستمداران چکسلواکی مانند واتسلاف هاول و پاول تیگرید در مخالفت با حکومت کمونیستی همکاری نزدیک داشت. او برادر نقاش چک میکولاش مدک و پسر ژنرال رودلف مدک بود.